# 지두 크리슈나무르티

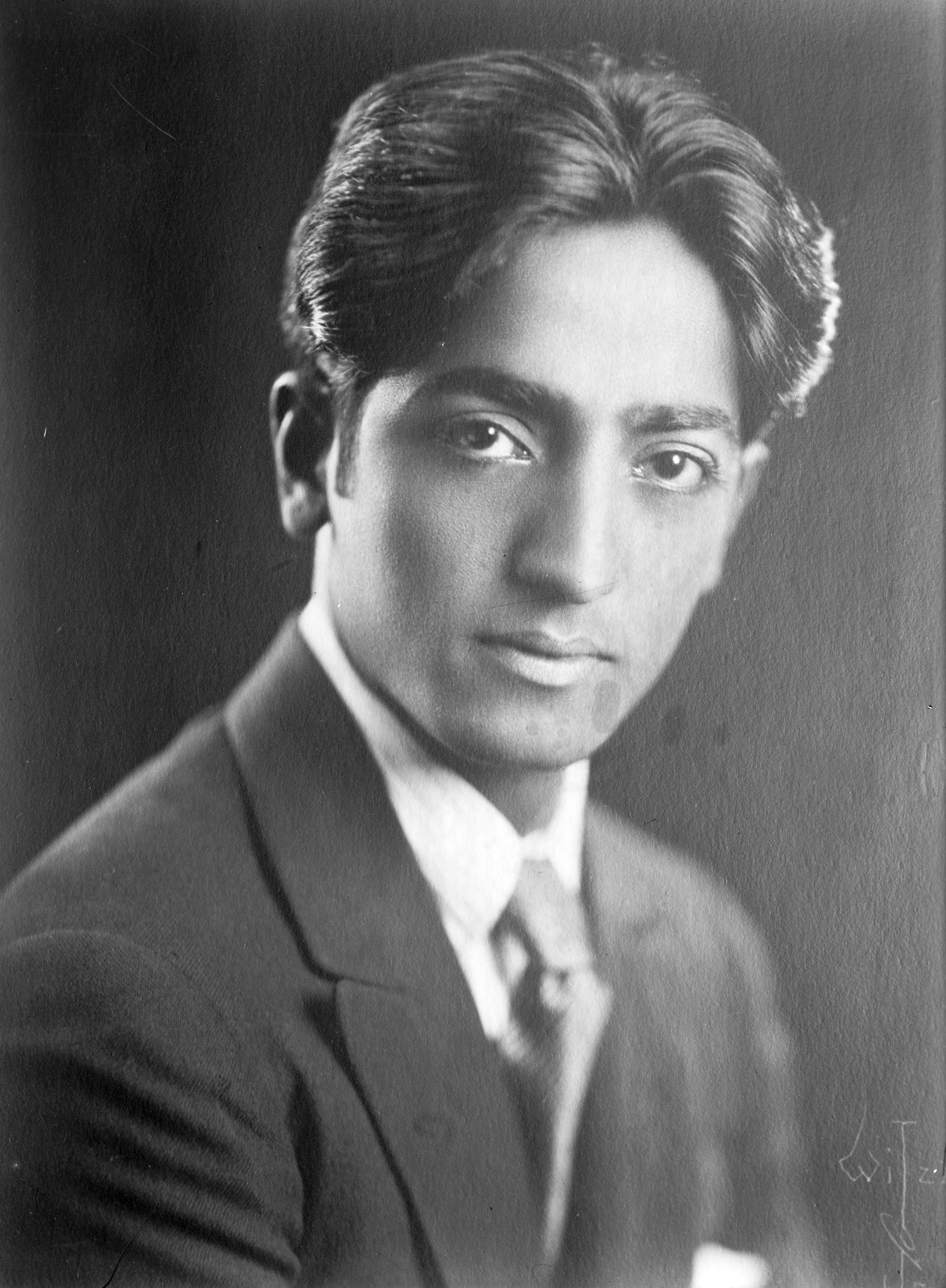
1920년대의 지두 크리슈나무르티

지두 크리슈나무르티(Jiddu Krishnamurti, 1895년 5월 ~ 1986년 2월 17일)는 철학과 영적인 주제를 다룬 인도의 작가이자 연설가이다.
지두 크리슈나무르티는 1895년 5월 11일 마드라스 관구의 마다나팔레 내의 작은 마을에서 태어났다. 그는 텔루구어를 하는 브라만 가족 출신이다. 8살에 그는 힌두교의 신 크리슈나에서 이름을 따게 되었다.
그는 한 사람이 종교 전통이라는 테두리에 머무르지 않고 스스로 내적인 탐구만으로 말미암아 진리에 가까이 다가설 수 있다고 주장함으로써, 수많은 지지자들을 끌어들였다.
그는 인간이 홀로 독립된 완전한 자유(아는 것으로부터의 자유 )에 눈뜨기 위해서는, 무엇보다도 모든 사람들이 그 어떠한 권위도 거부할 수 있어야 한다고 말하였다. 자신에게 주어진 일체의 권위와 영광도 거부한 일생일대에 대표적인 사건이 별의 교단 해산 선언이다. 지두크리슈나무르티를 중심으로 창설된 '동방의 별의 교단(東方星團)'을 해산한 연설문(별의 교단 해산선언문)의 끝에서 그는, 나의 관심사는 단 한 가지, 그것은 사람들을 완전히, 그리고 무조건 자유롭게 하는 것이라고 하였다.

## 지두 크리슈나무르티의 생애와 사상
크리슈나무르티는 1895년에 인도 브라만 가정에서 태어났다. 14살에 신지학회(애니 베산트 여사)에 의해 발탁되어, 세계의 교사로 준비하는 교육환경 속에서 성장하였다. 그 전까지는 힌두교적 풍습에 따라 생활하였던 것으로 알려져 있다. 대부분의 브라만 소년들처럼, 크리슈나무르티도 힌두교의 의례나 경전을 공부하는 학교에서 교육을 받았다.
어렸을 때 어머니를 여의고, 아버지와 10명의 형제들 가운데 질병과 기근으로 5명만이 살아남았다. 크리슈나무르티는 성장할 때까지 리드비터에게서 그리스도, 즉 '세계의 교사‘가 되기 위한 교육을 받게 된다. 그의 생애과정에서 가장 핵심이 되는 것은, 신지학회가 내세우는, 동서양을 아우르는 새로운 개념의 그리스도인 ‘세계의 교사’라는 준비과정을 가졌던 것이다. 당시 사람들로부터 미래의 인류를 이끌어 갈 교사로서의 관심이 크리슈나무르티에게 집중되었다.

### 과거를 버리다
이후 몇년간, 크리슈나무르티의 새로운 통찰력과 의식은 계속 발전했다. 신지학적인 술어에서 점진적으로 자유로워진 용어와 함께, 새로운 개념들이 그의 말과 토론, 편지에서 나타나게 되었다. 그의 새로운 지향은, 리드비터와 베산트가 그를 별의 교단에 머무르도록 했던 시도를 단호히 거절한 1929년에 정점으로 향했다.
크리슈나무르티는 1929년 8월 3일, 네덜란드의 오멘 캠프에서 교단을 해체했다. He stated that he had made his decision after "careful consideration" during the previous two years, and that:

## 사고와 통찰
지두 크리슈나무르티가 사고의 구조와 한계를 밝힌 것은 현대과학이 이루어 놓은 뇌과학의 성과와 일치한다. 생각은 경험과 지식에서 발생한다. 경험과 지식은 시간과 분리될 수 없다. 시간은 인간의 심리적인 창조물이다. 인간의 행동은 언제나 지식과 시간에 근거를 두고 있다. 그래서 인간은 언제나 과거로부터 자유롭지 못한다.

## 지두 크리슈나무르티의 자유론
지두 크리슈나무르티가 말하는 자유론의 특징은 간결하고도 명료한 표현에 있다. 즉, 그의 자유론의 핵심적인 표현은 '아는 것으로부터의 자유'이다. 그리고, 자유는 자기만족의 기회가 아니며, 타인 배려의 포기를 의미하는 것도 아니라고 하였다.자유는 인식의 대상이 아니며, 사상과 이념 속에 자유는 존재하지 않는다고 말한다.

어떤 생각이나 느낌이 일어나면, 그것은 단순한 반응에 지나지 않는다고 말하였다. 그러한 반응을 지두 크리슈나무르티는 심리적 사고라고 불렀고, 심리적 사고는 기억이 두뇌 속에서 조건반사적으로 일어나는 행동으로, 그러한 반응에는 자유가 없다고 말한다.
지두 크리슈나무르티는 자유에 관한 한 어떠한 양보나 타협이 있을 수 없다고 하면서, 개인이 향유하는 부분적인 자유는 결코 자유가 아니라고 하였다. 그가 말하는 자유는 인식에 의한 결과나 목적이 아니라, 존재의 근거이자 출발이라는 것이다. 자유는 어떤 권위의 추종 사이에도 타협의 대상이 될 수 없고, 목적이 자유라면 시작 자체가 자유스러워야 한다. 끝과 시작은 하나이기 때문에, 어떤 형태로든 권위를 받아들이게 되면, 거기 자유는 존재하지 않는다고 하였다.
자유는 시간과 사고의 운동 범주 안에서 존재하지 않고, 무엇으로부터의 자유가 아니며, 의식의 영역 너머에 존재하는 것이다. 지두 크리슈나무르티가 말하는 완전한 자유는, 시간과 인식의 범주 안에서 자유를 발견할 수 없기 때문에, 자유는 나중에 이루어지는 것이 아니라, 맨 처음부터 있는 것이라고 하는 것이다.

## 지두 크리슈나무르티의 명상록

### 원서
- Education and the Significance of Life- by Jiddu Krishnamurti
- This Light in Oneself ; True Meditation - by Jiddu Krishnamurti
- This matter of culture
- The Only Revolution
- The Urgency of Change
- Life Ahead by Jiddu Krishnamurti
- A timeless spring : Krishnamurti at Rajghat
- Beginnings of Learning by Jiddu Krishnamurti
- Letters of the school
- You Are the World ; Authentic Reports of Talks and Discussions in American Universities
- What Are You Doing With Your Life? : Teen Books on Living Series
- Why are you being educated?(Talks With American Students by j. krishnamurti, 1970)
- The First and Last Freedom by Jiddu Krishnamurti, Aldous Huxley
- Beyond Violence by Jiddu Krishnamurti
- Commentaries on Living : First Series by Jiddu Krishnamurti (1989)
- Commentaries on Living : Second Series by Jiddu Krishnamurti
- Commentaries on Living : Third Series by Jiddu Krishnamurti
- Tradition and Revolution, ed. by Pupul Jayaker and Sunanda Patwardhan(Chennai : Krishnamurti Foundation India, 1972)
- Krishnamurti to Himself : His Last Journal (San Francisco : Harper & Row, 1987)
- The Network of Thought ( San Francisco : Harper & Row, 1982)
- Last Talks at Saanen 1985, photographs by Mark Edwards (San Francisco : Harper & Row, 1985)
- Things of The Mind : Dialogues with J. Krishnamurti (New York : Philosophical Library, 1985)
- The impossible Question ( San Francisco : Harper & Row, 1972)
- Second Penguin Krishnamurti Reader, ed. by Mary Lutyens (1970)
- Krishnamurti's Notebook (Madras : Krishnamurti Foundation India, 1976)
- Truth and Actuality
- Exploration Into Insight
- The Awakening of Intelligence (Harer SanFrancisco, 1973)
- The Wholeness of Life
- From darkness of light
- The Ending of Time (with Dr. David Bohm)
- The Future is Now
- The Future of hummanity, Krishnamurti and Bohm
- The Book of Life
- Saying of J. Krishnamurti (1986)
- Flame of Attention
- The Network of Thought
- Krishnamurti's Journal
- Poms & Parables (1981)
- The Wholly Different Way of Living (with Professor Allan W Anderson)

### 한국판
- j. 크리슈나무르티, 굴레에서 해방을(敎育寶鑑), 1982. 심설당(Harper & Row, Education and the Significance of Life 1981)
- 자유의 갈망 (진화당, 편충우, 1984)
- 벌거벗은자와 동행하고 싶다 (혜서원, 정상진, 1991)
- 명상공간(한마음, 이희구, 1984) The impossible question Vitor Gollancz Ltd 1972
- 명상, 삶의 몇 가지 비밀 (동화문학, 김영, 1991)
- 아는것으로부터의 자유 (보성출판, 이현복, 1992) Fredom from the known
- 베란다에서 바다로 떠나다 (진화, 김현묵, 1991) Poems & Parables 　 1981
- 삶과 지성에 대하여 (학원사, 이윤기, 1992)
- 시간의 종말 (고려원, 성장현, 1994) The ending of time
- 자유를 찾아 방랑하는 성자 (문조사,1990)
- 고뇌하는 그대 가슴 속에만 (참빛, 명예량, 1990)
- 아는 것으로부터의 자유(정우사, 정종현, 1979) Freedom from the known Harper & Row
- 마지막 일기 (책세상, 김동림, 1989)
- 사랑보다 소중한 삶의 의미 (가림, 최윤영, 1994)
- 사랑하는 사람 오직 그만이 혁명적 (예문각,1991)
- 지성과 자아의 계단 (동화문학,1987)
- 삶의 진실에 대하여 (까치, 이병기, 1982)
- 자기로부터의 혁명 (고려문학, 현기용, 1991)
- 나도비고 너도비고 (덕성문화, 윤시원, 1991)
- 우리 자신 속의 독재자 (명상, 박상준, 1988) Last Talks at Saanen Vitor Gollancz Ltd 1985
- 나는 또 하나의 너 (햇살, 이성규, 1989)
- 사랑 할수록 아름답습니다 (가람문학, 정용택, 1990)
- 삶의 진실을 찾아서 (홍신문화, 최봉식, 1989)
- 그대 내게로 와서 우리 다시 사랑 (백만인, 김대규, 1990)
- 명상의 언덕을 넘어서 (준, 조항래, 1990) The only revolution, Urgency of change
- 관심의 불꽃 (범우사, 강옥구, 1987)
- 혼자서 가야만 하리라 (백상, 김정우, 1990) Say of J. Krishnamurti 　 1986
- 아무것도 아닌 사람이 행복하다 (영언문화, 김정우, 1990)
- 자기로부터의 혁명1 (범우사, 권동수, 1982) The first & last freedom Vitor Gollancz Ltd 1957
- 자기로부터의 혁명2 (범우사, 권동수, 1982) The first & last freedom Vitor Gollancz Ltd
- 자기로부터의 혁명3 (범우사, 권동수, 1982) The first & last freedom Vitor Gollancz Ltd
- 나의삶을 찾아서 (학일출판, 이종관, 1988)
- 어떻게 사느냐 묻거든 (선영사, 이종관, 1985)
- 자유인이 되기 위하여1 (창하, 안정효, 1980)
- 자유인이 되기 위하여2 (창하, 안정효, 1980)
- 자유인이 되기 위하여3 (창하, 안정효, 1980)
- 독수리 비상 (기지개, 류종열, 1992)
- 삶의 수업 (기지개, 류종열, 1992)
- 바람처럼 물결처럼 (김영사, 류시화, 1983) On education, Onlyrevolution Harper & Row
- 생애와 사상:별의 교단 해체까지 (정신세계, 류시화, 1985) The yeard of awakening Mary Ltyens
- 시간의 벽을 넘어서 (문화출판, 이용호, 1988)
- 아는 것으로부터의 자유 (문화출판, 이용호, 1991)
- 시간의 끝에 서서 (동아,1987)
- 잃어버린 나를 찾아서 (동아,1983)
- 고개숙인 성자 (세종출판,1991)
- 교육받은 야만인(지두 크리슈나무르티와의 대화)(한성문화사, 공병효 1994.)

## 참조
1. ↑  Lutyens (1995): Jiddu (alternately spelled Jeddu, Geddu or Giddu) was Krishnamurti's family name.
2. ↑  Lutyens (1995), footnotes 1, 2.
3. ↑  Williams (2004), p. 466.
4. ↑  Lutyens (1983a), p. 1. Krishnamurti means "in the image (or form) of Krishna."
5. ↑  뉴스win - 지두 크리슈나무르티(Jidu Krishnamurti)
6. ↑  공병효,《교육받은 야만인》, 한성문화사 1994. p.132(서울대학교 중앙도서관 소장)
7. ↑  뉴스win - 지두 크리슈나무르티(Jidu Krishnamurti)
8. ↑  Mary Lutyens (1983), Krishnamurti: The Years of Fulfiment, London; John Murray, 1983. pp. 204-5.
9. ↑  같은 책 p.27
10. ↑  같은 책 p.70
11. ↑  같은 책 p.40-41
12. ↑  같은 책 P.72
13. ↑  지두 크리슈나무르티,《아는 것으로부터의 자유》, 한국크리슈나무르티센터, 1996. P.125 참조 공병효(엮음)

## 참고 문헌
- Lutyens, Mary (1975). 《Krishnamurti: the years of awakening》 1 US판. New York: Farrar Straus and Giroux. ISBN 978-0-374-18222-9.
- 《Krishnamurti: the years of awakening》 Reprint of 1 US판. New York: Discus. 1983a [1975]. ISBN 978-0-380-00734-9.
- Lutyens, Mary (1995). 《The boy Krishna: the first fourteen years in the life of J. Krishnamurti》 (pamphlet). Bramdean: Krishnamurti Foundation Trust. ISBN 978-0-900506-13-0.
- Williams, Christine V. (2004). 《Jiddu Krishnamurti: world philosopher (1895–1986): his life and thoughts》. Delhi: Motilal Banarsidass. ISBN 978-81-208-2032-6. 2011년 10월 3일에 확인함.